# Лихейн, Деннис
Де́ннис Лихе́йн (англ. Dennis Lehane; род. 4 августа 1965, Бостон, Массачусетс, США) — американский писатель, автор популярных криминальных романов.

## Биография
Родился и вырос в Дорчестере (штат Массачусетс), который в 1970-е годы был городом на грани гражданской войны. Впоследствии Деннис Лихейн сделал этот пригород Бостона местом действия своих произведений. Оба его родителя эмигрировали из Ирландии. Деннис был младшим ребёнком в многодетной семье. Учился в Boston College High School (Бостонская иезуитская приготовительная школа), Eckerd College и в Международном университете Флориды в Майами, штат Флорида. Прежде чем стать профессиональным писателем, работал продавцом в книжном магазине, парковщиком на автомобильной стоянке, водителем лимузина, консультантом по работе с проблемными и умственно неполноценными детьми.
В 1990 году начал писать рассказы. Дебютный роман Лихейна — «Глоток перед битвой» (A Drink Before the War) — вышел в 1994 году и получил награду Shamus (вручается за создание интересного образа частного сыщика). Однако этот роман был написан раньше, ещё в 1991 г., когда Деннис был студентом колледжа. Лихейн работает в стиле hard-boiled, признавая влияние на своё творчество другого бостонского мастера детективного жанра — Роберта Паркера. Большинство романов писателя входят в серию о дорчестерских детективах Патрике Кензи и Энджи Джиннаро.
Лихейн живёт в Бостоне и в Сент-Питерсберге (штат Флорида), где преподает в Eckerd College. Кроме сочинения романов, пишет сценарии, является автором трех эпизодов сериала «Прослушка» (в сезонах три, четыре и пять). В настоящее время занимается разработкой телевизионного шоу о Бостоне 1970-х годов.
Внесерийный роман «Таинственная река» в 2003 году был экранизирован Клинтом Иствудом. Помимо награды Shamus, книги Лихейна удостаивались наград Энтони, Dilys и Ниро Вульфа.
Фильм «Остров проклятых» по роману Лихейна (реж. Мартин Скорсезе) с Леонардо Ди Каприо в главной роли вышел в 2010 году. Сценарная адаптация романа была произведена сценаристом Лаэтой Калогридис.
Роман писателя Live by Night получил в 2013 году премию Эдгара По.

### Цикл о Патрике Кензи и Энджи Дженнаро
- «Глоток перед битвой» (A Drink Before the War, 1994, роман)
- «Дай мне руку, тьма» (Darkness, Take My Hand, 1996, роман)
- «Святыня» (Sacred, 1997, роман)
- «Прощай, детка, прощай» (Gone, Baby, Gone, 1998, роман)
- «В ожидании дождя» (Prayers for Rain, 1999, роман)
- «Лунная миля» (Moonlight Mile, 2010, роман)
- «Красный глаз» (Red Eye, 2014, рассказ, соавтор — Майкл Коннелли)

### Цикл о Коглинах
- «Настанет день» (The Given Day, 2008, роман)
- «Ночь — мой дом» (Live by Night, 2012, роман)
- «Ушедший мир»(World Gone By,2015, роман)

### Другие произведения
- «Таинственная река» (Mystic River, 2001, роман)
- «Остров проклятых» (Shutter Island, 2003, роман)
- Coronado: Stories (2006, сборник)
- «Общак» (The Drop, 2014, роман)
- «Когда под ногами бездна» (Since We Fell, 2017, роман)
- «Маленькие милости» (Small Mercies, 2023, роман)

## Фильмография
- «Чёрная птица» — мини-сериал 2022 года, создатель и сценарист.
- «Дым» — мини-сериал 2025 года, создатель и сценарист.

## Экранизации
- «Таинственная река» (2003, реж. Клинт Иствуд)
- «Прощай, детка, прощай» (2007, реж. Бен Аффлек)
- «Остров проклятых» (2010, реж. Мартин Скорсезе)
- «Общак» (2014, реж. Михаэль Р. Роскам)
- «Закон ночи» (2016, реж. Бен Аффлек)
- «Прощай, детка, прощай» (2018, реж. Филлип Нойс) — отменённый телефильм